# Tour de France 1972
59. Tour de France rozpoczął się 1 lipca w Angers, a zakończył się 22 lipca w Paryżu. Wyścig składał się z prologu i 20 etapów. Cała trasa liczyła 3846 km.
Klasyfikację generalną, punktową i kombinowaną wygrał Belg Eddy Merckx, klasyfikację górską jego rodak - Lucien Van Impe, sprinterską kolejny reprezentant Belgii - Willy Teirlinck, a klasyfikację drużynową francuska ekipa Gan-Mercier. Najaktywniejszym kolarzem został Francuz Cyrille Guimard.
Po raz pierwszy od 1947 roku cała trasa Wielkiej Pętli znajdowała się w granicach Francji.

## Drużyny
W tej edycji TdF wzięło udział 12 drużyn:
- Molteni
- Beaulieu-Flandria
- Sonolor
- Peugeot-BP-Michelin
- De Gribaldy-Magniflex-Van Cauter
- Bic
- Gan-Mercier-Hutchinson
- Rokado
- Salvarani
- Goudsmit-Hoff
- Gitane
- Watney-Avia

## Etapy
| P   | 1 lipca  | Angers                          | ITT 7,2 km    | Eddy Merckx       |               |               |               |
| 1   | 2 lipca  | Angers – Saint-Brieuc           | 235,5 km      | Cyrille Guimard   |               |               |               |
| 2   | 3 lipca  | Saint-Brieuc – La Baule         | 206,5 km      | Rik Van Linden    |               |               |               |
| 3A  | 4 lipca  | Pornichet - Saint-Jean-de-Monts | 161,0 km      | Ercole Gualazzini |               |               |               |
| 3B  | 4 lipca  | Merlin-Plage                    | TTT 16,2 km   | Molteni           |               |               |               |
| 4   | 5 lipca  | Merlin-Plage - Royan            | 236,0 km      | Cyrille Guimard   |               |               |               |
| 5A  | 6 lipca  | Royan – Bordeaux                | 133,5 km      | Walter Godefroot  |               |               |               |
| 5B  | 6 lipca  | Bordeaux                        | ITT 12,7 km   | Eddy Merckx       |               |               |               |
| 6   | 7 lipca  | Bordeaux – Bayonne              | 205,0 km      | Leo Duyndam       |               |               |               |
|     | 8 lipca  | Dzień przerwy                   | Dzień przerwy | Dzień przerwy     | Dzień przerwy | Dzień przerwy | Dzień przerwy |
| 7   | 9 lipca  | Bayonne – Pau                   | 220,5 km      | Yves Hézard       |               |               |               |
| 8   | 10 lipca | Pau – Luchon                    | 163,5 km      | Eddy Merckx       |               |               |               |
| 9   | 11 lipca | Luchon – Colomiers              | 179,0 km      | Jos Huysmans      |               |               |               |
| 10  | 12 lipca | Castres – La Grande-Motte       | 210,0 km      | Willy Teirlinck   |               |               |               |
| 11  | 13 lipca | Carnon-Plage – Mont Ventoux     | 207,0 km      | Bernard Thévenet  |               |               |               |
| 12  | 14 lipca | Carpentras – Orcières           | 192,0 km      | Lucien Van Impe   |               |               |               |
|     | 15 lipca | Dzień przerwy                   | Dzień przerwy | Dzień przerwy     | Dzień przerwy | Dzień przerwy | Dzień przerwy |
| 13  | 16 lipca | Orcières - Briançon             | 201,0 km      | Eddy Merckx       |               |               |               |
| 14A | 17 lipca | Briançon – Col du Galibier      | 51,0 km       | Eddy Merckx       |               |               |               |
| 14B | 17 lipca | Valloire – Aix-les-Bains        | 151,0 km      | Cyrille Guimard   |               |               |               |
| 15  | 18 lipca | Aix-les-Bains – Le Revard       | 28,0 km       | Cyrille Guimard   |               |               |               |
| 16  | 19 lipca | Aix-les-Bains – Pontarlier      | 198,5 km      | Willy Teirlinck   |               |               |               |
| 17  | 20 lipca | Pontarlier – Ballon d’Alsace    | 213,0 km      | Bernard Thévenet  |               |               |               |
| 18  | 21 lipca | Vesoul – Auxerre                | 257,5 km      | Marinus Wagtmans  |               |               |               |
| 19  | 22 lipca | Auxerre – Wersal                | 230,0 km      | Joseph Bruyère    |               |               |               |
| 20A | 23 lipca | Wersal                          | ITT 42,0 km   | Eddy Merckx       |               |               |               |
| 20B | 23 lipca | Wersal - Paryż                  | 89,0 km       | Willy Teirlinck   |               |               |               |

## Liderzy klasyfikacji po etapach
| Etap                 | Zwycięzca            | Klasyfikacja generalna | Klasyfikacja punktowa | Klasyfikacja górska | Klasyfikacja drużynowa |
| -------------------- | -------------------- | ---------------------- | --------------------- | ------------------- | ---------------------- |
| P                    | Eddy Merckx          | Eddy Merckx            | Eddy Merckx           | brak                | Molteni                |
| 1                    | Cyrille Guimard      | Cyrille Guimard        | Cyrille Guimard       | Cyrille Guimard     | Molteni                |
| 2                    | Rik Van Linden       | Cyrille Guimard        | Cyrille Guimard       | Cyrille Guimard     | Molteni                |
| 3a                   | Ercole Gualazzini    | Cyrille Guimard        | Cyrille Guimard       | Cyrille Guimard     | Molteni                |
| 3b                   | Molteni              | Eddy Merckx            | Cyrille Guimard       | Cyrille Guimard     | Molteni                |
| 4                    | Cyrille Guimard      | Cyrille Guimard        | Cyrille Guimard       | Cyrille Guimard     | Peugeot                |
| 5a                   | Walter Godefroot     | Cyrille Guimard        | Cyrille Guimard       | Cyrille Guimard     | Peugeot                |
| 5b                   | Eddy Merckx          | Cyrille Guimard        | Cyrille Guimard       | Cyrille Guimard     | Molteni                |
| 6                    | Leo Duyndam          | Cyrille Guimard        | Cyrille Guimard       | Mathieu Pustjens    | Molteni                |
| 7                    | Yves Hézard          | Cyrille Guimard        | Cyrille Guimard       | Wilfried David      | Gan-Mercier            |
| 8                    | Eddy Merckx          | Eddy Merckx            | Cyrille Guimard       | Eddy Merckx         | Gan-Mercier            |
| 9                    | Jos Huysmans         | Eddy Merckx            | Cyrille Guimard       | Eddy Merckx         | Gan-Mercier            |
| 10                   | Willy Teirlinck      | Eddy Merckx            | Cyrille Guimard       | Eddy Merckx         | Gan-Mercier            |
| 11                   | Bernard Thévenet     | Eddy Merckx            | Cyrille Guimard       | Eddy Merckx         | Gan-Mercier            |
| 12                   | Lucien Van Impe      | Eddy Merckx            | Cyrille Guimard       | Lucien Van Impe     | Gan-Mercier            |
| 13                   | Eddy Merckx          | Eddy Merckx            | Cyrille Guimard       | Eddy Merckx         | Gan-Mercier            |
| 14a                  | Eddy Merckx          | Eddy Merckx            | Cyrille Guimard       | Eddy Merckx         | Gan-Mercier            |
| 14b                  | Cyrille Guimard      | Eddy Merckx            | Cyrille Guimard       | Eddy Merckx         | Gan-Mercier            |
| 15                   | Cyrille Guimard      | Eddy Merckx            | Cyrille Guimard       | Eddy Merckx         | Gan-Mercier            |
| 16                   | Willy Teirlinck      | Eddy Merckx            | Cyrille Guimard       | Lucien Van Impe     | Gan-Mercier            |
| 17                   | Bernard Thévenet     | Eddy Merckx            | Cyrille Guimard       | Lucien Van Impe     | Gan-Mercier            |
| 18                   | Marinus Wagtmans     | Eddy Merckx            | Eddy Merckx           | Lucien Van Impe     | Gan-Mercier            |
| 19                   | Joseph Bruyère       | Eddy Merckx            | Eddy Merckx           | Lucien Van Impe     | Gan-Mercier            |
| 20a                  | Eddy Merckx          | Eddy Merckx            | Eddy Merckx           | Lucien Van Impe     | Gan-Mercier            |
| 20b                  | Willy Teirlinck      | Eddy Merckx            | Eddy Merckx           | Lucien Van Impe     | Gan-Mercier            |
| Klasyfikacja końcowa | Klasyfikacja końcowa | Eddy Merckx            | Eddy Merckx           | Lucien Van Impe     | Gan-Mercier            |

## Klasyfikacje końcowe

### Klasyfikacja generalna
| Pozycja | Zawodnik          | Drużyna     | Czas          |
| ------- | ----------------- | ----------- | ------------- |
| 1.      | Eddy Merckx       | Molteni     | 108 h 17' 18" |
| 2.      | Felice Gimondi    | Salvarani   | +10' 41"      |
| 3.      | Raymond Poulidor  | Gan-Mercier | +11' 34"      |
| 4.      | Lucien Van Impe   | Sonolor     | +16' 45"      |
| 5.      | Joop Zoetemelk    | Beaulieu    | +19' 09"      |
| 6.      | Mariano Martínez  | Magniflex   | +21' 31"      |
| 7.      | Yves Hézard       | Sonolor     | +21' 52"      |
| 8.      | Joaquim Agostinho | Magniflex   | +34' 16"      |
| 9.      | Bernard Thévenet  | Peugeot     | +37' 11"      |
| 10.     | Edward Janssens   | Magniflex   | +42' 33"      |

### Klasyfikacja punktowa
| Pozycja | Zawodnik         | Drużyna     | Punkty |
| ------- | ---------------- | ----------- | ------ |
| 1.      | Eddy Merckx      | Molteni     | 197    |
| 2.      | Rik Van Linden   | Magniflex   | 135    |
| 3.      | Joop Zoetemelk   | Beaulieu    | 133    |
| 4.      | Raymond Poulidor | Gan-Mercier | 122    |
| 5.      | Frans Verbeeck   | Watney      | 118    |

### Klasyfikacja górska
| Pozycja | Zawodnik          | Drużyna   | Punkty |
| ------- | ----------------- | --------- | ------ |
| 1.      | Lucien Van Impe   | Sonolor   | 229    |
| 2.      | Eddy Merckx       | Molteni   | 211    |
| 3.      | Joaquim Agostinho | Magniflex | 138    |
| 4.      | Mathieu Pustjens  | Sonolor   | 109    |
| 5.      | Joop Zoetemelk    | Beaulieu  | 104    |

### Klasyfikacja kombinowana
| Pozycja | Zawodnik         | Drużyna     | Punkty |
| ------- | ---------------- | ----------- | ------ |
| 1.      | Eddy Merckx      | Molteni     | 4      |
| 2.      | Raymond Poulidor | Gan-Mercier | 13     |
| 3.      | Joop Zoetemelk   | Beaulieu    | 13     |
| 4.      | Lucien Van Impe  | Sonolor     | 14     |
| 5.      | Felice Gimondi   | Salvarani   | 19     |

### Klasyfikacja sprinterska
| Pozycja | Zawodnik              | Drużyna     | Punkty |
| ------- | --------------------- | ----------- | ------ |
| 1.      | Willy Teirlinck       | Sonolor     | 61     |
| 2.      | Robert Mintkiewicz    | Sonolor     | 41     |
| 3.      | Barry Hoban           | Gan-Mercier | 38     |
| 4.      | Giacinto Santambrogio | Salvarani   | 28     |
| 5.      | Raymond Riotte        | Sonolor     | 27     |

### Klasyfikacja drużynowa
| Pozycja | Drużyna     | Czas          |
| ------- | ----------- | ------------- |
| 1.      | Gan-Mercier | 327 h 44' 34" |
| 2.      | Magniflex   | +8' 29"       |
| 3.      | Molteni     | +12' 45"      |
| 4.      | Sonolor     | +17' 45"      |
| 5.      | Bic         | +46' 09"      |